# Yasuki Kimoto
Yasuki Kimoto (木本 恭生 Kimoto Yasuki?), född 6 augusti 1993 i Shizuoka prefektur, är en japansk fotbollsspelare som spelar för Nagoya Grampus.

## Karriär
Kimoto började sin karriär 2016 i Cerezo Osaka. Med Cerezo Osaka vann han japanska ligacupen 2017 och japanska cupen 2017.
I december 2020 värvades Kimoto av Nagoya Grampus.